# Hobol
Hobol là một thị trấn thuộc hạt Baranya, Hungary. Thị trấn này có diện tích 18,27 km², dân số năm 2010 là 994 người, mật độ 54 người/km².